# Jeremiah Azu
Jeremiah Azu (Róterdam, Países Bajos, 15 de mayo de 2001) es un deportista británico que compite en atletismo, especialista en las carreras de velocidad.
Participó en los Juegos Olímpicos de París 2024, obteniendo una medalla de bronce en la prueba de 4 × 100 m.
Ganó una medalla de oro en el Campeonato Mundial de Atletismo en Pista Cubierta de 2025 y dos medallas en el Campeonato Europeo de Atletismo de 2022 y una medalla de oro en el Campeonato Europeo de Atletismo en Pista Cubierta de 2025. En los Juegos Europeos de Cracovia 2023 consiguió una medalla de bronce en la prueba de 100 m.
Estudió el grado en Acondicionamiento Deportivo, Rehabilitación y Masaje en la Universidad Metropolitana de Cardiff.

## Palmarés internacional
| Juegos Olímpicos                     | Juegos Olímpicos         | Juegos Olímpicos  | Juegos Olímpicos |
| Año                                  | Lugar                    | Medalla           | Prueba           |
| ------------------------------------ | ------------------------ | ----------------- | ---------------- |
| 2024                                 | París (Francia)          | Medalla de bronce | 4 × 100 m        |
| Campeonato Mundial en Pista Cubierta |                          |                   |                  |
| Año                                  | Lugar                    | Medalla           | Prueba           |
| 2025                                 | Nankín (China)           | Medalla de oro    | 60 m             |
| Juegos Europeos                      |                          |                   |                  |
| Año                                  | Lugar                    | Medalla           | Prueba           |
| 2023                                 | Chorzów (Polonia)        | Medalla de bronce | 100 m            |
| Campeonato Europeo                   |                          |                   |                  |
| Año                                  | Lugar                    | Medalla           | Prueba           |
| 2022                                 | Múnich (Alemania)        | Medalla de oro    | 4 × 100 m        |
| 2022                                 | Múnich (Alemania)        | Medalla de bronce | 100 m            |
| Campeonato Europeo en Pista Cubierta |                          |                   |                  |
| Año                                  | Lugar                    | Medalla           | Prueba           |
| 2025                                 | Apeldoorn (Países Bajos) | Medalla de oro    | 60 m             |